# Carlos Alberto Torres
Carlos Alberto Torres (n. 17 iulie 1944, Rio de Janeiro - d. 25 octombrie 2016, Rio de Janeiro) a fost un jucător de fotbal brazilian care a jucat ca fundaș. A fost căpitanul Braziliei la Campionatul Mondial din 1970 și este membru al „Echipei secolului XX”. Era supranumit O Capitão do Tri, cu referire la faptul că echipa națională, al cărei căpitan era, a cucerit al treilea titlu mondial (în 1970). Golul său (al patrulea și ultimul) din finala campionatului mondial, care a avut loc pe stadionul Azteca din Ciudad de México la 
21 iunie 1970, este considerat unul dintre cele mai frumoase din această competiție.
Carlos Alberto a fost introdus de Pelé pe lista FIFA 100 în martie 2004.